# Lalimanawa
Lalimanawa is een bestuurslaag in het regentschap Nias Selatan van de provincie Noord-Sumatra, Indonesië. Lalimanawa telt 1057 inwoners (volkstelling 2010).